# Отто Струве
 О́тто Людвігович Стру́ве  (12 серпня 1897, Харків, Україна — 6 квітня 1963, Берклі, Каліфорнія, США) — українсько-американський астроном, радіоастроном, один з найвідоміших астрофізиків XX століття, історик астрономії, педагог. Був директором Єркської обсерваторії в 1932—1947 рр. Член Національної академії наук США.
Президент Американського астрономічного товариства в 1946—1949 рр.
Президент Міжнародного астрономічного союзу в 1952—1955 рр.
Учасник Першої світової війни, учасник Білого руху на Півдні Росії у складі дроздовських частин, галліполієць, емігрант.
Син російського астронома Людвіга Струве (1858—1920).

## Біографія

### Україна та Росія

#### Перші роки
Народився в сім'ї Людвіга Струве, професора Харківського університету, директора його астрономічної обсерваторії.
Нащадок відомої династії астрономів. Засновник династії (прадід Отто) Ф. Г. В. Струве був засновником та директором однієї з перших у Росії Пулковської обсерваторії поблизу Петербурга, яку пізніше також очолював і його син — Отто Вільгельм, дід Отто.
Юний Отто одержав блискуче домашнє виховання, знав кілька європейських мов. У 1909 році поступив до Харківської гімназії № 3 та закінчив її з відзнакою. А після її закінчення, у 1915, став студентом фізико-математичного факультету Харківського університету. . Вже у студентські роки захопився астрономією й постійно займався спостереженнями в астрономічній обсерваторії університету. Його батько, Людвіга Струве очолював Харківську обсерваторію майже 25 років.

#### Перша світова
З початком І-ї Світової війни Отто залишив університет і за порадою батька, не дочекавшись мобілізаційної повістки, 1 червня 1916 року вступив на прискорений курс навчання до Петроградського Михайлівського артилерійського училища. Згодом, 15 лютого 1917 року разом зі своїм випуском отримав прапорщика з наступним зачисленням до польової легкої артилерії. Прапорщиком воював на Турецькому (Кавказькому) фронті, прибувши туди 1 березня 1917 року. Був зарахований до списків 2 дивізіону 123 артилерійської бригади. 20 травня був переведений до 2 бригади цієї ж частини.
15 червня 1917 року, за бойові відзнаки був назначений командиром взводу батареї, а 10 листопада — старшим офіцером батареї.
У розпал громадянської війни, після підписання більшовиками Брест-Литовської мирної угоди в травні 1918 року був демобілізований і повернувся до Харкова.

#### Харківський університет
Згодом повернувся до раніше покинутого навчання та закінчив університет з відзнакою (1919). Одразу він отримав пропозицію залишитися в університеті для підготовки до звання професора. З червня 1919 року викладач школи-майстерні точної механіки при фізико-математичному факультеті Харківського університету.

#### «Білий рух»
13 червня 1919 року поручника Струве було мобілізовано в Добровольчу армію Денікіна, служив у елітній Дроздовській артилерійській бригадіофіцером-артилеристом. В опублікованих 1959 року спогадах, він назвав це вчинок найбільшим актом самопожертви в своєму житті. Він писав:

Я, безперечно, не сумнівався, що настане час, коли росіяни визнають, що патріотизм є не виключним привілеєм тих, хто воював на боці переможців.

Американські історики науки пишуть, що «дуже мало звісток дійшло до нас про участь Струве в громадянській війні»
Командувач Кримською армією Петро Врангель був прямим нащадком адмірала Вільгельма Врангеля, який колись був однокурсником прадіда Отто — Вільгельма Струве (засновника Пулкова). Був тяжко поранений у боях з більшовиками, разом з відступаючою «білою» армією евакуювався до Криму.
Разом з Отто з Харкова до Криму евакуювалася і вся родина Струве, побоюючись «червоного терору», який продемонстрував у місті більшовицький комдив Рудольф Сіверс — теж росіянин німецького походження. У Севастополі помер брат Отто — офіцер-білогвардієць, який захворів на тиф. Потім втопилася 6-річна сестра. Не витримавши тяжких випробувань долі, пішов з життя його батько.
Отто врятували німецькі родичі. Тітка звернулася до директора Берлін-Бабельсберзької обсерваторії Пауля Гутника (наступника на директорському посту померлого 1919 року Карла Германна Струве, дядька Отто) і той потурбувався про молодого офіцера — нащадка відомої в науковому світі родини.

### Переїзд до США
У 1920 році емігрував до США. 1921 року на запрошення директора Єркської обсерваторії Чиказького університету О. Струве вирушив до США (Нью-Йорк). Тут він працює асистентом і паралельно навчається. 
З 1921 року — асистент, а в 1923 році він стає доктором філософії Чиказького університету. З 1932 року — професором астрономії цього ж університету.
Відданість справі та унікальна працездатність О.Струве здобули йому успіх.  З 1932 року Струве — директор Єркської обсерваторії. Вчений заснував при Техаському університеті, на високогір'ї в Техасі, обсерваторію Мак-Дональд (спочатку — підрозділ Єркської обсерваторії), з 1939 року був її директором. 1950 року його призначено керівником новоствореної кафедри астрофізики Каліфорнійського університету в Берклі та його Лейшнерівської обсерваторії. 1959 року О.Струве неочікувано для багатьох згодився на пропозицію очолити новоорганізовану Національну радіоастрономічну обсерваторію в Грин-Бенк (Західна Вірджинія). У той час досвідчених радіоастрономів ні в США, ні у світі ще не було. Струве сприйняв пропозицію як визнання його наукових заслуг. За його ініціативою в обсерваторії було споруджено найбільший на той час у США 42-метровий радіотелескоп.
Помер Струве на 66-му році життя в лікарні в місті Берклі, 6 квітня 1963 року.

## Творчий доробок. Дослідження
У 1937 році Струве досліджував явище, яке пізніше було названо ефектом Струве-Сааде (ефект S-S), тобто очевидна слабкість ліній вторинної зірки в масивних подвійних зірках, коли вторинна полишає відходить. Цей ефект створює проблеми для точної реконструкції виділення первинного та вторинного спектрів. У тому ж році, він виявив, міжзоряний водень в іонізованій формі.
Наукові праці стосуються зоряної спектроскопії та фізики зоряних атмосфер. Одним з перших серед астрономів виявив і довів обертання одиночних зір. Разом з Г. Шайном 1929 року розробив метод визначення швидкостей осьового обертання зір. Дослідження зір із високою швидкістю обертання дозволило Струве разом з К. Елві визначити зв'язок між швидкістю обертання зір та їх спектральним класом, а також зробити низку відкриттів. Також, разом з Елві розробив і вперше побудував в обсерваторії Макдональд небулярний спектрограф — 82-дюймовий телескоп, який у той час був другим за величиною телескоп у світі (після телескопу Обсерваторії Маунт-Вілсон (2,5 м))
Спільно з М. Хак підготував чотиритомну серію збірників «Зоряна спектроскопія», видану М. Хак вже після його смерті.
У 1952 році Струве висунув теорію виявлення екзопланет методом Допплера.
Струве був талановитим педагогом: він захоплювався якоюсь перспективною темою, але не поспішав розробляти її. Це призначалося його учням та послідовникам. Вчитель же йшов далі, залишаючись генератором нових ідей. Зокрема, вчений став засновником школи спектроскопістів. Наукова школа О.Струве вийшла на передові позиції у світі.
До 1959 року Струве опублікував понад 900 журнальних статей і книг,, що робить його одним з найбільш видаваних астрономів (ймовірно, тільки Ернст Епік опублікував більше, 1094 видання). Багато з цих робіт, спрямовані на популяризацію астрономії. Зокрема, він опублікував 39 статей (і 10 інших видань) в Popular Astronomy (1923—1951, журнал припинив роботу в 1951 році), 154 в Sky and Telescope (1941—1963, журнал почав випускатись в 1941 р) і 83 огляди книжок і робіт інших астрономів. Більшість його співавторських наукових статей були у співавторстві з Поль Свінгсом і були присвячені спектроскопічним дослідженням пекулярних зірок. Щоб пояснити його інтерес до цієї теми, Струве якось зауважив, що він ніколи не бачив спектр зірки, де він не міг знайти нічого, щоб працювати.
Проводив дослідження міжзірового газу й полів іонізованого водню. Автор гіпотези еволюції зірок. Детально вивчив спектри сотень подвійних зірок, визначив їхні маси та орбіти. Розвивав ідеї використання космічних кораблів для проведення астрономічних спостережень; вперше використав досягнення радіоелектроніки в астрономії, зробив значний внесок у розвиток радіоастрономії.
Струве отримав важливі дані за складом і властивостями дифузного міжзоряного середовища, заново оцінив відстань до центру Галактики. Займаючись обертанням зірок, він встановив залежність між швидкістю осьового обертання і масою зірки, обґрунтувавши тезу, що втрата маси відіграє провідну роль в еволюції зірок. Він першим звернув увагу на відмінність в хімічному складі зірок як іншого важливого еволюційного фактору.
Також він відкрив, що швидко обертові зірки знаходяться в нестабільному стані і еволюціонують шляхом викиду кільця газової речовини, схожої з оболонками Нових, або шляхом роздвоєння. Він виявив розширення верхніх шарів атмосфери у ряду Зірок і турбулентність в атмосферах зірок-надгігантів, досліджував вплив електромагнітних полів, дав теорію зоряних атмосфер.
Коло його тематики дуже широке, але в очах формаліста багато наукових проривів були вчинені як би не ним самим, а його численними учнями і послідовниками.
Переконуючись у перспективності нової теми, Струве негайно передавав її детальну розробку іншим, а сам ішов вперед. Протягом усього життя залишаючись генератором нових ідей, особливо в області засобів спостереження, він щедро ділився ними зі своїми сподвижниками.
Автор більш ніж 1000 наукових праць.
Ім'ям Струве названий кратер на Місяці, мала планета (астероїд № 2227) і 82-дюймовий телескоп у чинній Макдоналдской обсерваторії.

## Фундаментальні праці
- «Еволюція зірок» (Stellar evolution, 1950 г.), вийшла в СРСР в 1954 році.
- «Елементарна астрономія» (спільно з Б. Лінде та X. Пілланс, пер. 1964 р.)
- «Астрономія XX сторіччя», 1962 р. (спільно з В. Зебергс, пер. 1968 р.).

## Нагороди, премії, звання
- Отто Струве був членом Академій наук Франції, Бельгії, Великої Британії, США, Канади, Нової Зеландії; член-кореспондент Королівського наукового товариства Льєжа (Бельгія) та Гарлемської Академії Наук (Нідерланди), іноземний член Королівського астрономічного товариства і Королівського товариства мистецтв (Велика Британія), почесним доктором дев'яти найбільших університетів світу, таких як Льєзький, Пенсильванський, Каліфорнійський, Клівлендський, Національний університет Мексики.[17]
- Член Національної академії наук США (1937),
- Член Лондонського королівського товариства (1954)[18],
- 1944 — був нагороджений Золотою медаллю імені І. Ньютона Лондонського королівського товариства,
- 1948 — медаль ім. К. Брюс Тихоокеанського астрономічного товариства,
- 1950 — медаль ім. Г. Дрепера Національної АН США,
- 1954 — медаль ім. Д. Ріттенхауза,
- 1954 — премія ім. П. Ж. С. Жансена Французького астрономічного товариства,
- 1955 — медаль ім. П. Ж. С. Жансена Паризької Академії Наук,
- 1952–1955 рр. очолював Міжнародний астрономічний союз,
- 1957 — Премія Генрі Норріса Рассела Американського астрономічного товариства,
- 1966 — в діючій Макдоналдській обсерваторії, на його честь названо 82-дюймовый телескоп,
- Телескоп Отто Струве.

## Визнання
- Медаль Кетрін Брюс (1948)